# Tete Iglesias
Gabriel Iglesias (Buenos Aires, 11 de febrero de 1967), conocido como Tete Iglesias, es un músico argentino, bajista de la banda de rock La Renga. Es hermano de Jorge Tanque Iglesias, padre de Wayra Iglesias y pareja de Silvia Cendón (baterista en Q´Acelga).

## Reseña biográfica
Sus inicios en la música se remontan a su adolescencia. Tocaba con los amigos del barrio y con su hermano Jorge Tanque Iglesias, (que era baterista de Nepal) quien más tarde formó de La Renga. Gabriel conoció a Raúl Dilelio (guitarrista fundador de la banda) porque vivía muy cerca de su casa. Más tarde Raúl le presentó a Gustavo Nápoli, cantante y guitarrista de una banda que integraron juntos dos años atrás: Cólera. Esta banda se disolvió cuando Gustavo inició el servicio militar obligatorio. 
En diciembre de 1988, los hermanos Iglesias, Raúl Dilelio y Gustavo Nápoli se juntan a tocar en una esquina del barrio de Mataderos para festejar el año nuevo.
Ahí se gesta el embrión de lo que más tarde se llamará La Renga.

## Colaboraciones
En 2017 el bajista colaboró como bajista con el solista argentino radicado en Australia Damián Gaume en su canción "Unless It's True" junto con el guitarrista fundador de La Renga Raúl Dilelio y el baterista del grupo musical argentino Las Diferencias, Nicolás Heis.
En 2018 grabó para Romaphonic Session la canción del grupo Divididos "Soy quien no ha de morir" junto a Tanque Iglesias en batería, Fernando Cosenza, Gusty Miron y Claudio Marciello en guitarras, Piti Fernández, Juanjo Spinedi y Ricardo Tapia en voces.